# László Makra

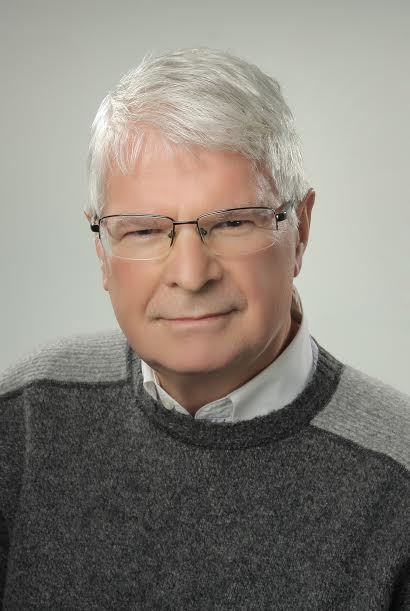
László Makra

László Makra (Siklós, Hungria, 5 de junho de 1952) climatologista, professor catedrático. A sua principal área de investigação é a climatologia polínica, e, dentro desta, a análise das relações climatológicas do pólen da Ambrósia, assim como das relações entre a concentração de pólen de ambrósias e doenças respiratórias.

## Carreira
László Makra concluiu os estudos secundários em Komló, em 1970, e licenciou-se em 1976, em Matemática e Geografia, pela Faculdade de Ciências Naturais da Universidade József Attila, em Szeged. Após a conclusão do curso, começou a trabalhar como professor assistente no Departamento de Climatologia da mesma universidade. Entre 1996 e 2015 foi professor associado no referido departamento, e desde 2015 tem trabalhado no Instituto de Desenvolvimento Rural da Faculdade de Agronomia da Universidade de Szeged, situado em Hódmezővásárhely. Em 2016 tornou-se professor catedrático.
László Makra defendeu a sua tese de doutoramento em 1978 e a tese de PhD em 1995, tendo sido habilitado pela Universidade de Debrecen em 2004. Durante várias semanas fez viagens de estudo na Indonésia (Yogyakarta, 1989), China (Pequim, 1993; Cantão, 1995) e República Checa (Brno, 1996). É membro do conselho editorial de diversos periódicos científicos húngaros, editor num jornal científico, membro do conselho editorial de sete periódicos científicos internacionais, e, desde 2014, membro do comité da International Ragweed Society.

## Atividade
A principal área de investigação de László Makra são os aerossóis de fundo e biológicos, e, nestes últimos, as relações climáticas do pólen, ou seja, climatologia polínica, sendo esta uma área relativamente recente na literatura internacional, e completamente nova na Hungria. As suas atividades de investigação na climatologia polínica são as seguintes: estatística polínica, modelagem do transporte de pólen, previsão da concentração de pólen, análise das relações entre doenças respiratórias e concentração de pólen, análise das diferentes taxonomias de sensibilidade climática, assim como das concentrações de pólen previstas no futuro, tendo em conta as mudanças climáticas.

### Principais resultados
Liderou com sucesso expedições de investigação instrumental de campo na Ásia Interior (China, Região Autónoma de Sinkiang-Uigur, 1990 e 1994), Indonésia (Java, Bali, 1996) e América do Sul (Brasil, 1998), para determinar a composição dos elementos do aerossol de fundo da região. As amostras de ar e os dados recolhidos nestas expedições foram processados em conjunto com os seus colegas do Instituto de Investigação Nuclear da Academia de Ciências Húngara, em Debrecen.

### Principais resultados das expedições

#### Expedições na China (1990, 1994)
(a) o alto nível de enxofre e cloro encontrado no aerossol regional é de origem natural (sal-gema, sal de Glauber, gesso) e é consequência da difusão e intensa acumulação de sal originário da bacia do Tarim;
(b) as proporções dos elementos de Si/Fe e Ca/Fe podem ser utilizados como marcadores para rastrear o transporte de longa distância de aerossol com origem na área de Takla Makan (ver o fenómeno “janela amarela” nas regiões interiores e leste da China, e o fenómeno “KOSA” no Japão, Oceano Pacífico e América do Norte).

#### Expedição na Indonésia (1996)
(a) o aerossol atmosférico sobre Java e Bali é bastante rico em cloro, enxofre, cobre, zinco e crómio;
(b) a maior parte do cloro é de origem oceânica (névoa oceânica);
(c) a origem do enxofre é parcialmente antropogénica e parcialmente de emissões biogénicas do oceano;
(d) o cobre, o zinco e o crómio são provavelmente originários dos solos.

## Climatologia polínica
László Makra é responsável pelo estabelecimento do ramo da climatologia polínica na Hungria. As suas investigações sobre o transporte de partículas de matéria e aerossol biológico são reconhecidas internacionalmente. A identificação das áreas-chave de origem do pólen de ambrósia chegado à Baia dos Cárpatos também se deve a este investigador. Desenvolveu um procedimento para a separação de transporte de longa distância e transporte regional de partículas de matéria e pólen de ambrósia, respetivamente. Adicionalmente, determinou os componentes do transporte, assim como a quantidade relativa da rede de transporte na Bacia dos Cárpatos. Com a contribuição de fornecedores de dados nacionais, László Makra criou a maior base de dados europeia de pólen da ambrósia, base para os primeiros estudos continentais sobre o referido pólen.
Em conjunto com colegas desenvolveu vários modelos de previsão da concentração diária de pólen da ambrósia. Também aplicou novos procedimentos no estudo de doenças respiratórias, baseados em variáveis meteorológicas, químicas e biológicas.
Na mudança climática previsível, László Makra identificou a dispersão polínica das plantas que se espera que tenham um aumento significativo na Bacia dos Cárpatos. Também criou os mapas mais detalhados e extensos dos parâmetros fenológicos e quantitativos do pólen da ambrósia, na Europa, e com estes parâmetros fenológicos, produziu o primeiro mapa para o continente.
É autor e coautor de mais de 300 publicações científicas.

## Publicações principais
- Enrichment of desert soil elements in Takla Makan dust aerosol (coautor, 2002)
- Meteorological variables connected with airborne ragweed pollen in Southern Hungary (coautor, 2004)
- Selections from the history of environmental pollution, with special attention to air pollution (coautor, 2004)
- The history and impacts of airborne Ambrosia (Asteraceae) pollen in Hungary (coautor, 2005)
- Airborne pollen in three European cities: Detection of atmospheric circulation pathways by applying three-dimensional clustering of backward trajectories (coautor, 2010)
- Forecasting ragweed pollen characteristics with nonparametric regression methods over the most polluted areas in Europe (coautor, 2011)
- Monitoring the long-range transport effects on urban PM10 levels using 3D clusters of backward trajectories (coautor, 2011)
- Multivariate analysis of respiratory problems and their connection with meteorological parameters and the main biological and chemical air pollutants (coautor, 2011)
- Assessment of the Daily Ragweed Pollen Concentration with Previous-Day Meteorological Variables Using Regression and Quantile Regression Analysis for Szeged, Hungary (coautor, 2011)
- Trends in the characteristics of allergenic pollen circulation in Central Europe based on the example of Szeged, Hungary (coautor, 2011)
- Association of allergic asthma emergency room visits with the main biological and chemical air pollutants (coautor, 2012)
- Climate sensitivity of allergenic taxa in Central Europe associated with new climate change – related forces (coautor, 2013)
- Characterizing and evaluating the role of different transport modes on urban PM10 levels in two European cities using 3D clusters of backward trajectories (coautor, 2013)
- Predicting daily ragweed pollen concentrations using computational intelligence techniques over two heavily polluted areas in Europe (coautor, 2014)
- Association of allergic rhinitis or asthma with pollen and chemical pollutants in Szeged, Hungary, 1999-2007 (coautor, 2014)
- Ragweed in Eastern Europe. Invasive Species and Global Climate Change (coautor, 2014)
- A new approach used to explore associations of current Ambrosia pollen levels with current and past meteorological elements (coautor, 2015)
- Anthropogenic Air Pollution in Ancient Times. History of Toxicology and Environmental Health. Toxicology in antiquity. (2015)
- The history of ragweed in the world (coautor, 2015)
- Modelling the introduction and spread of non-native species: International trade and climate change drive ragweed invasion (coautor, 2016)
- Biogeographical estimates of allergenic pollen transport over regional scales: common ragweed and Szeged, Hungary as a test case (coautor, 2016)

## Editor convidado
- International Journal of Environment and Pollution, Special Issue: „Air Pollution” (2007-2009).

## Membro do Conselho Editorial
- Acta Climatologica et Chorologica, Universitatis Szegediensis (1995-);
- International Journal of Biometeorology (2012);
- Annals of West University of Timişoara, Series of Biology (Timişoara, Romania, 2013-);
- Journal of Climatology (2013-);
- Archives of Otolaryngology and Rhinology (2014-);
- Science, Technology and Development (2015-);
- Journal of Natural Products Research Updates (2015-);
- Advances in Modern Oncology Research (2015-).[10]

## Prémios
- Bolsa de investigação Széchenyi István Scholarship (2001)
- Placa de Reconhecimento “Pro Meteorologia” (2002)